# Tordön (1865)
Tordön, officiellt HM Pansarbåt Tordön, var en monitor / 2. klass pansarbåt i den svenska flottan. Hon utrangerades 1922, bogserades till Tyskland 1923 och skrotades där.
Hennes skeppsklocka finns för närvarande i Gyllenhielmska mässen på Militärhögskolan Karlberg.